# مايكل سكوت (مخرج)
مايكل سكوت (بالإنجليزية: Michael Scott)‏ (مواليد 1955) هو مخرج أفلام أمريكي ومنتج ومخرج أفلام وثائقية. منها فيلم أكاذيب خطيرة عام 2020، Cedar Cove [الإنجليزية] (2013) ،Trading Christmas [الإنجليزية] (2011) ، The Most Wonderful Time of the Year [الإنجليزية] عام (2008) وأفلام أخرى.

## روابط خارجية
- مايكل سكوت على IMDb